# Bosch-Zünder
Bosch-Zünder je firemní periodikum společnosti Robert Bosch GmbH, vydávané od roku 1919 čtvrtletně.

## Historie a současnost
První číslo časopisu vyšlo 15. března 1919, čímž je časopis Bosch-Zünder řazen k nejstarším německým firemním periodikům. Robert Bosch, zakladatel firmy, jenž do časopisu taktéž občas přispíval, pověřil Ottu Debatina jeho editační činností. Časopis měl dle jeho slov "referovat o skutečnostech a věcných hodnotách společných úkolů". Debatin disponoval zkušenostmi z nakladatelství Kosmos. Nosnou myšlenkou bylo podpořit kolegiální duch v zaměstnaneckých týmech a nabídnout jim vhled do jiných oborových témat, což spadalo do konceptu soudobé industriální pedagogiky. V roce 1923 byl jeho náklad 13.000 kusů měsíčně, výrazně převyšující celkový počet zaměstnanců společnosti.

Roku 2005 vyšel Bosch-Zünder poprvé v cizojazyčné mutaci; dnes vychází v deseti jazycích s nákladem kolem 200.000 kusů každého čtvrt roku. Od roku 2007 je periodikum nabízeno zaměstnancům i v online prostředí firemního intranetu (Bosch-Zünder Online). Pro časopis byly vyvinuty dvě aplikace, které využívá na 35.000 zaměstnanců.

Od roku 2018 probíhá tvorba firemního časopisu v kooperaci s vydavatelským domem Axel Springer SE.